# Rockwood (Illinois)
Rockwood és una vila dels Estats Units a l'estat d'Illinois. Segons el cens del 2000 tenia 41 habitants.

## Demografia
Segons el cens del 2000, Rockwood tenia 41 habitants, 11 habitatges, i 7 famílies. La densitat de població era de 75,4 habitants/km².
Dels 11 habitatges en un 27,3% hi vivien nens de menys de 18 anys, en un 54,5% hi vivien parelles casades, en un 18,2% dones solteres, i en un 27,3% no eren unitats familiars. En el 27,3% dels habitatges hi vivien persones soles el 9,1% de les quals corresponia a persones de 65 anys o més que vivien soles. El nombre mitjà de persones vivint en cada habitatge era de 3,73 i el nombre mitjà de persones que vivien en cada família era de 4,5.
Per edats la població es repartia de la següent manera: un 36,6% tenia menys de 18 anys, un 4,9% entre 18 i 24, un 31,7% entre 25 i 44, un 19,5% de 45 a 60 i un 7,3% 65 anys o més.
L'edat mediana era de 32 anys. Per cada 100 dones de 18 o més anys hi havia 116,7 homes.
La renda mediana per habitatge era de 61.250 $ i la renda mediana per família de 38.750 $. Els homes tenien una renda mediana de 21.563 $ mentre que les dones 23.750 $. La renda per capita de la població era de 9.387 $. Cap de les famílies estaven per davall del llindar de pobresa.

## Poblacions properes
El següent diagrama mostra les poblacions més properes.